# Ligne de Kunszentmiklós-Tass à Dunapataj
La ligne de Kunszentmiklós à Dunapataj par Tass ou ligne 151 est une ligne de chemin de fer de Hongrie. Elle relie Kunszentmiklós à Dunapataj par Tass.